# The Legend of Zelda (datorspelsserie)
The Legend of Zelda-serien (japanska: ゼルダの伝説, Zeruda no Densetsu, ”Legenden om Zelda”) är en spelserie som utvecklas av Nintendo. Serien skapades av Shigeru Miyamoto, som även är känd för att ha utvecklat Super Mario Bros.-spelen. Det första spelet, The Legend of Zelda, var innovativt när det lanserades till spelkonsolen NES i mitten av 1980-talet, bland annat för att spelets interna batteri gjorde det möjligt för spelaren att spara sina framsteg. Ända sedan första spelets lansering har spelserien varit en av de bäst säljande TV-spelsserierna till Nintendo-konsoler och den har också blivit en av de mest framgångsrika TV-spelsserierna genom tiderna. Protagonisterna i Zelda-spelen är hjälten Link och prinsessan Zelda och antagonisten är oftast Ganondorf eller hans alter ego Ganon. 

## Spel i serien

### Huvudserien
| Spelnamn                                    | Plattform                           | År det släpptes             |
| ------------------------------------------- | ----------------------------------- | --------------------------- |
| The Legend of Zelda                         | Nintendo Entertainment System       | 1986 (JP) 1987 (NA, PAL)    |
| Zelda II: The Adventure of Link             | Nintendo Entertainment System       | 1987 (JP) 1988 (NA, PAL)    |
| The Legend of Zelda: A Link to the Past     | Super Nintendo Entertainment System | 1991 (JP) 1992 (NA, EU)     |
| The Legend of Zelda: Link's Awakening       | Game Boy                            | 1993                        |
| The Legend of Zelda: Ocarina of Time        | Nintendo 64                         | 1998                        |
| The Legend of Zelda: Majora's Mask          | Nintendo 64                         | 2000                        |
| The Legend of Zelda: Oracle of Seasons      | Game Boy Color                      | 2001                        |
| The Legend of Zelda: Oracle of Ages         | Game Boy Color                      | 2001                        |
| The Legend of Zelda: Four Swords            | Game Boy Advance                    | 2002 (NA) 2003 (JP, EU)     |
| The Legend of Zelda: The Wind Waker         | Nintendo GameCube                   | 2002 (JP) 2003 (NA, EU)     |
| The Legend of Zelda: Four Swords Adventures | Nintendo GameCube                   | 2004 (JP, NA) 2005 (EU)     |
| The Legend of Zelda: The Minish Cap         | Game Boy Advance                    | 2004 (JP, EU) 2005 (NA, AU) |
| The Legend of Zelda: Twilight Princess      | Nintendo GameCube, Wii              | 2006                        |
| The Legend of Zelda: Phantom Hourglass      | Nintendo DS                         | 2007                        |
| The Legend of Zelda: Spirit Tracks          | Nintendo DS                         | 2009                        |
| The Legend of Zelda: Skyward Sword          | Wii                                 | 2011                        |
| The Legend of Zelda: A Link Between Worlds  | Nintendo 3DS                        | 2013                        |
| The Legend of Zelda: Tri Force Heroes       | Nintendo 3DS                        | Hösten 2015                 |
| The Legend of Zelda: Breath of the Wild     | Wii U, Nintendo Switch              | 2017                        |
| The Legend of Zelda: Tears of the Kingdom   | Nintendo Switch                     | 2023                        |
| The Legend of Zelda: Echoes of Wisdom       | Nintendo Switch                     | 2024                        |

### Remakes och samlingar
Datumen avser det europeiska lanseringsåret.
| Spelnamn                                             | Plattform                                   | År det släpptes |
| ---------------------------------------------------- | ------------------------------------------- | --------------- |
| Zelda Mini Classic                                   | Game & Watch                                | 1998            |
| The Legend of Zelda: Link's Awakening DX             | Game Boy Color                              | 1999            |
| Zelda Game & Watch (Game & Watch Gallery Advance)    | Game Boy Advance                            | 2002            |
| The Legend of Zelda: A Link to the Past/Four Swords  | Game Boy Advance                            | 2003            |
| The Legend of Zelda: Ocarina of Time Master Quest    | Nintendo GameCube                           | 2003            |
| The Legend of Zelda: Collector's Edition             | Nintendo GameCube                           | 2003            |
| The Legend of Zelda: Ocarina of Time 3D              | Nintendo 3DS                                | 2011            |
| The Legend of Zelda: Four Swords Anniversary Edition | Nintendo DSi, Nintendo DSi XL, Nintendo 3DS | 2011            |
| The Legend of Zelda: The Wind Waker HD               | Wii U                                       | 2013            |
| The Legend of Zelda: Majora's Mask 3D                | Nintendo 3DS                                | 2015            |
| The Legend of Zelda: Twilight Princess HD            | Wii U                                       | 2016            |
| The Legend of Zelda: Link's Awakening                | Nintendo Switch                             | 2019            |
| The Legend of Zelda: Skyward Sword HD                | Nintendo Switch                             | 2021            |
| Game & Watch: The Legend of Zelda                    | Game & Watch                                | 2021            |

### Tingle-spel
| Spelnamn                               | Plattform    | År det släpptes | Övrig information                                                  |
| -------------------------------------- | ------------ | --------------- | ------------------------------------------------------------------ |
| Chinkuru no Balloon Fight              | Nintendo DS  | 2007            | Spelet är endast tillgängligt för Club Nintendo-medlemmar.         |
| Freshly-Picked Tingle's Rosy Rupeeland | Nintendo DS  | 2006            | Ett spel som aldrig släpptes i USA.                                |
| Dekisugi Chinkuru Pack                 | Nintendo DSi | 2009            | Innehåller fem Tingle-relaterade verktyg för ditt Nintendo DSi.    |
| Irodzuki Tincle no Koi no Balloon Trip | Nintendo DS  | 2009            | Spelet är uppföljaren till Freshly-Picked Tingle's Rosy Rupeeland. |

### CD-i-spel
| Spelnamn                   | Plattform | År det släpptes |
| -------------------------- | --------- | --------------- |
| Link: The Faces of Evil    | CD-i      | 1993            |
| Zelda: The Wand of Gamelon | CD-i      | 1993            |
| Zelda's Adventure          | CD-i      | 1994            |

### Spel som endast släppts i Japan
| Spelnamn                                 | Plattform                  | År det släpptes | Övrig information                                                           |
| ---------------------------------------- | -------------------------- | --------------- | --------------------------------------------------------------------------- |
| Zelda no Densetsu: Charumera Version     | Famicom Disk System        | 1986            | Släppt av Myojo Foods Co., Ltd. för att marknadsföra deras charumeranudlar. |
| BS Zelda no Densetsu                     | Super Famicom, Satellaview | 1995            | En andra del av kartan släpptes 1996.                                       |
| BS Zelda no Densetsu: Inishie no Sekiban | Super Famicom, Satellaview | 1997            | Spelet släpptes igen 1998.                                                  |

### Övriga spel
| Spelnamn                                                                  | Plattform    | År det släpptes |
| ------------------------------------------------------------------------- | ------------ | --------------- |
| The Legend of Zelda Game                                                  | Brädspel     | 1988            |
| Zelda Game & Watch                                                        | Game & Watch | 1989            |
| The Legend of Zelda Game Watch                                            | Armbandsur   | 1989            |
| Link's Crossbow Training                                                  | Wii          | 2007            |
| Hyrule Warriors                                                           | Wii U        | 2014            |
| Hyrule Warriors Legends                                                   | 3DS          | 2016            |
| My Nintendo Picross: The Legend of Zelda: Twilight Princess               | 3DS          | 2016            |
| Hyrule Warriors: Definitive Edition                                       | Switch       | 2018            |
| Cadence of Hyrule: Crypt of the NecroDancer featuring The Legend of Zelda | Switch       | 2019            |
| Hyrule Warriors: Age of Calamity                                          | Switch       | 2020            |

### Zelda-spel som aldrig släpptes
| Spelnamn                                      | Plattform      | År det upphävdes |
| --------------------------------------------- | -------------- | ---------------- |
| The Legend of Zelda: Mystical Seed of Courage | Game Boy Color | 2000             |
| Ura Zelda                                     | Nintendo 64DD  | 2000             |

## Trekraften
Trekraften (japanska: トライフォース, toraifōsu, engelska: triforce) är en helig relik, i The Legend of Zeldas fiktiva universum. Efter att de tre gudinnorna Din, Nayru och Farore hade skapat jorden lämnade de efter sig denna trekraft. Detta beskrivs ingående i det femte Zelda-spelet (The Legend of Zelda: Ocarina of Time). Trekraften består av tre delar, som på engelska benämns Triforce of Wisdom (vishetens trekraft), Triforce of Power (styrkans trekraft) och Triforce of Courage (modets trekraft). Formen är baserad på en symbol för den japanska Hojo-klanen, vilket skall symbolisera de tre fjällen på en Shinto-drake.

### Personer och grupper
- Robin Williams har en dotter (född den 31 juli 1989) vid namn Zelda Rae Williams. Namnet är taget från prinsessan Zelda.[5] I juni 2011 medverkade de båda i en reklam för spelet The Legend of Zelda: Ocarina of Time 3D.[6]

### TV-program och internetserier
- En trailer ifrån en filmatisering av spelet The Legend of Zelda: Ocarina of Time laddades upp på IGN.com den 1 april 2008. Där stod det att filmen skulle lanseras ett år senare, alltså den 1 april 2009.[7] Det hela visade sig dock vara ett aprilskämt.[8]

## Media
En tecknad TV-serie sändes som en del av The Super Mario Bros. Super Show!. En serie publicerad av Valiant Comics som i Sverige förekom i Nintendo-Magasinet och det finns även ett antal mangaserier baserade på bland annat The Legend of Zelda: A Link to the Past och The Legend of Zelda: Ocarina of Time.

### TV-serie
Huvudartikel: Legenden om Zelda
Legenden om Zelda var en amerikansk animerad TV-serie, ursprungligen sänd i syndikering 8 september - 1 december 1989. Serien producerades av DIC Entertainment och var baserad på TV-spelen med samma namn till NES. Serien visades i samband med The Super Mario Bros. Super Show! i KTV under det tidiga 1990-talet i Sverige. Karaktärer från Zelda-serien har även gjort mindre roller i TV-serien Captain N: The Game Master.

### Manga
Det har även gjorts manga (tecknade serier) baserat på The Legend of Zelda, nämligen av Akira Himekawa. Detta artistnamn är en gemensam pseudonym för två kvinnliga författare/konstnärer, S. Nagano och A. Honda, som arbetar inom Hiuri Pro-studion. De har också producerat Nazca, Astro Boy och Brave Story. Nedan följer en lista över de olika mangavolymer som Akira Himekawa har producerat:
| Volym | Namn                                          | År den släpptes | Baseras på                         |
| ----- | --------------------------------------------- | --------------- | ---------------------------------- |
| 1     | The Legend of Zelda: Ocarina of Time - Part 1 | 2008            | Ocarina of Time                    |
| 2     | The Legend of Zelda: Ocarina of Time - Part 2 | 2008            | Ocarina of Time                    |
| 3     | The Legend of Zelda: Majora's Mask            | 2009            | Majora's Mask                      |
| 4     | The Legend of Zelda: Oracle of Seasons        | 2009            | Oracle of Seasons                  |
| 5     | The Legend of Zelda: Oracle of Ages           | 2009            | Oracle of Ages                     |
| 6     | The Legend of Zelda: Four Swords - Part 1     | 2009            | Four Swords/Four Swords Adventures |
| 7     | The Legend of Zelda: Four Swords - Part 2     | 2009            | Four Swords/Four Swords Adventures |
| 8     | The Legend of Zelda: The Minish Cap           | 2009            | The Minish Cap                     |
| 9     | The Legend of Zelda: A Link to the Past       | 2010            | A Link to the Past                 |
| 10    | The Legend of Zelda: Phantom Hourglass        | 2010            | Phantom Hourglass                  |
| 11    | The Legend of Zelda: Skyward Sword            | 2011            | Skyward Sword                      |
| 12    | The Legend of Zelda: Twilight Princess        | 2016            | Twilight Princess                  |